# Scott Shields
Scott Shields (Glasgow, 26 de noviembre de 1969) es un músico escocés, más conocido por ser miembro de la banda de Joe Strummer, The Mescaleros.

## Biografía
Su primera banda fue G.U.N, en la que era baterista. En los años 1990 forma la banda Bond, con Martin Slattery. A comienzos de 1999 Scott se une con The Mescaleros originalmente como bajista y más tarde como guitarrista. Scott estuvo con The Mescaleros hasta la muerte de Joe Strummer en diciembre de 2002. Este coescribió numerosas canciones en Global a Go-Go y Streetcore. Scott también coprodujo ambos álbumes con Martin Slattery, tras producir los álbumes de Paul Heaton (Beautiful South), The Miniatures y The Marble Index.
Scott ha producido y escrito pistas para numerosas bandas sonoras de películas como Mike Bassett: England Manager, Bend It Like Beckham, Sr. y Sra. Smith, Black Hawk Down, Hannibal, el origen del mal, Gypsy Woman, Straightheads y Stardust.